# Societat Valenciana d'Inspecció Tècnica de Vehicles
La Societat Valenciana d'Inspecció Tècnica de Vehicles, o simplement SITVAL, és una empresa pública creada per la Generalitat Valenciana l'any 2022 amb l'objectiu de gestionar el servei d'inspecció tècnica de vehicles (ITV) en el País Valencià. Esta iniciativa va ser part del procés de reversió de les concessions privades de les estacions d'ITV, retornant la gestió a mans públiques amb l'objectiu de millorar la qualitat del servei i acostar-lo a un màxim de 30 minuts de qualsevol punt del País Valencià.